# San Cristóbal Verapaz
San Cristóbal Verapaz è un comune del Guatemala facente parte del dipartimento di Alta Verapaz.